# Astrosat
Astrosat és el primer satèl·lit indi dedicat a l'astronomia i va ser llançat amb èxit a bord d'un PSLV el 28 de setembre de 2015.
Després de l'èxit del satèl·lit Indian X-ray Astronomy Experiment (IXAE), que va ser llançat en el 1996, l'Indian Space Research Organization (ISRO) ha aprovat (en el 2004) desenvolupament d'un satèl·lit d'astronomia dedicat - Astrosat. Originalment va ser previst pel 2008/9.
De forma conjunta, les principals institucions d'investigació d'astronomia a l'Índia i a l'estranger van muntar diversos instruments per al satèl·lit. Aquests instruments són eines que realitzen estudis d'objectes astrofísics que van des dels objectes propers del sistema solar a estrelles distants, també els objectes de distàncies cosmològiques; els estudis dels temps de les variables que van des de les pulsacions de les nanes blanques calentes a actius centres galàctics (AGN) amb escales de temps que van des mil·lisegons a unes poques hores a dies.
L'Astrosat és una missió astronòmica de multi-longitud d'ona en un satèl·lit tipus IRS destinada en una òrbita equatorial propera a la Terra, col·locada amb un PSLV. Els 5 instruments d'abord cobreixen els canals visibles (320-530 nm), UV proper (180-300 nm), UV llunyà (130-180 nm), regions de raigs X suaus (0.3-8 keV i 2-10 keV) i raigs X severs (3-80 keV i 10-150 keV) de l'espectre electromagnètic.

## Missió

Concepció artística d'un sistema estel·lar binari amb un forat negre i una estrella en seqüència principal

L'Astrosat és un observatori multipropòsit, amb els objectius principals enfocats en:
- Control i variacions d'intensitat de multi-longitud d'ona simultània en una àmplia gamma de fonts còsmiques
- Control del cel en raigs X per a nous transitoris
- Sondeigs del cel en bandes de raigs X severs i UV
- Estudis espectroscòpics de banda ampla de binaris en raigs X, AGN, SNRs, clústers de galàxies i corones estel·lars
- Estudis de la variabilitat periòdica i no periòdica de fonts de raigs X

L'Astrosat transporta instruments per a observacions en multi-longitud d'ona cobrint diverses bandes espectrals de ràdio, òptica, IR, UV, raigs X i Gamma per estudiar fons específiques d'interès i en mode de sondeig. Mentre que les observacions de ràdio, òptica i IR són coordinades a través de telescopis terrestres, les regions d'alta energia, p.e., raigs UV, X i Gamma seran coberts per la instrumentació dedicada de l'Astrosat.
La missió estudia dades de multi-longituds d'ona simultànies des de diferents fonts variables. Per exemple, en un sistema binari les regions prop d'objectes compactes que emeten predominantment en raigs X, el disc d'acreció emet la major part de la seva llum en la banda d'ona en UV/òptica, i la massa per a la donació de l'estrella és més brillant d'estar a la banda òptica.
L'observatori també transporta (a) un espectrògraf de resolució baixa a moderada per a la banda d'energia ampla donant èmfasi principalment en estudis d'objectes emissors de raigs X, (b) estudis de temporització de fenòmens periòdics i no periòdics en binàries en raigs X, (c) Estudis de polsacions en púlsars de raigs X, (d) QPOs, parpelleig. Crematge i altres variacions en binàries de raigs X, (e) variacions de curta i llarga intensitat en AGNs, (f) estudis de temps de retard en radiació de raigs X baix/sever i UV/òptic, (g) detecció i estudi de transitoris de raigs X. En particular, la missió capacita els seus instruments a centres galàctics i al nucli de la Via Làctia que es creu que contingui un forat negre super massiu.

## Càrregues útils
La càrrega científica conté una massa total de 750 kg i consisteix en sis instruments:
- El UltraViolet Imaging Telescope (UVIT) - El Telescopi d'Imatges Ultraviolades porta a terme de forma simultània imatges en tres canals: 130-180 nm, 180-300 nm, i 320-530 nm. El camp de visió és un cercle de ~ 28 arcmin de diàmetre i la resolució angular és d'1,8" per als canals ultraviolats i 2.5" per al canal visible. En cada un dels tres canals d'una banda espectral es pot seleccionar a través d'un conjunt de filtres muntats en una roda; a més, per als dos canals d'ultraviolat es pot seleccionar una reixeta a la roda per fer espectroscòpia sense tall amb una resolució de ~ 100.

- Soft X-ray imaging Telescope (SXT)- Aquest telescopi de raigs X suau a l'Astrosat se centra en l'òptica d'una càmera de CCD profunda a un pla focal per realitzar imatges en raigs X en banda 0,3-8,0 keV. L'òptica consisteix en 41 escuts concèntrics de miralls recoberts d'or en una configuració Wolter-I aproximada. El pla focal de la càmera de CCD és molt similar al del SWIFT XRT. El CCD funciona a una temperatura de -80oC per refrigeració termoelèctrica.

- L'instrument LAXPC - Pels estudis d'espectre de baixa resolució de raigs X en bandes amples d'energia (3-80 keV), Astrosat utilitza un grup de 3 Large Area X-ray Proportional Counters (LAXPCs) alineats idèntics, cadascun amb una configuració multifil/multicapa i un camp de visió d'1° X 1°. Aquests detectors són dissenyats per assolir (I) banda ampla d'energia de 3-80 keV, (II) alta eficiència en la detecció en tota la banda ampla d'energia, (III) camp de visió estret per minimitzar la confusió de la font, (IV) resolució d'energia moderada, (V) fons intent petit i (VI) llarga durabilitat a l'espai.

- Cadmium Zinc Telluride Imager (CZTI) - l'Astrosat transporta un sensor d'imatge de raigs X sever anomenat CZTI. Consisteix d'un grup de detectors de Pixellated Cadmium-Zinc-Telluride de ~1000 cm² d'àrea geomètric. Aquests detectors tenen una gran eficiència de detecció, prop del 100% fins als 100 keV, i té una resolució energètica superior (~2% a 60 keV) comparat al centelleig i comptadors proporcionals. La seva petita mida dels píxels també facilita una imatgeria de resolució mitjana en raigs X severs. El CZTI està equipat amb una de dues dimensions màscara codificada, per a propòsits d'imatgeria. La distribució de la brillantor del cel s'obté mitjançant l'aplicació d'un procediment de deconvolució per al patró de l'ombra de la màscara codificada registrada pel detector.

- Scanning Sky Monitor (SSM) - El Scanning Sky Monitor consisteix en tres comptadors proporcionals de posició sensitiva, cadascun amn una màscara codificada d'una sola dimensió, molt similar al disseny de l'All Sky Monitor en el satèl·lit RXTE de la NASA. El comptador proporcional omplert de gas conté filferros resistius com ànodes. La relació de la càrrega de sortida als dos extrems del filferro proporciona la posició de la interacció dels raigs X, proporcionant un pla d'imatgeria al detector. La màscara codificada, que consisteix d'una sèrie d'esquerdes, que projecta una ombra sobre el detector, de la qual es deriva la distribució de la lluentor del cel.

- Charged Particle Monitor (CPM) - Un charged particle monitor (CPM) és inclòs com a part de la càrrega útil de l'Astrosat per controlar les operacions del LAXPC, SXT i SSM. Tot i que la inclinació de l'òrbita del satèl·lit és de 8 graus o menys, en 2/3 de les òrbites, el satèl·lit romandrà un temps considerable (15 – 20 minuts) en la regió de l'Anomalia de l'Atlàntic Sud (AAS) que té alts fluxos de protons i electrons de baixa energia. L'alta tensió és reduïda o es posposa l'ús de les dades en el CPM quan el satèl·lit entra a la regió AAS per evitar danys als detectors, així com per minimitzar els efectes d'envelliment en els Comptadors Proporcionals.

## Suport terrestre
El Centre de Control i Comandament Terrestre de l'Astrosat està situat a l'ISAC, a Bangalore, Índia. La descàrrega de dades i instruccions és possible durant cada passada visible sobre Bangalore. Deu de cada 14 òrbites per dia és visible per a l'estació terrestre. El satèl·lit és capaç de reunir fins a 420 gigabits de dades cada dia que es poden descarregar en 10 a 11 òrbites visibles al centre de recepció de dades i seguiment de l'ISRO a Bangalore. Una tercera antena d'11 metres a la Xarxa d'Espai Profund Índia (Indian Deep Space Network o IDSN) va ser operacional el juliol de 2009 per realitzar el seguiment de l'Astrosat.

## Estat actual
Durant l'abril del 2009, els científics del Tata Institute of Fundamental Research (TIFR) van finalitzar la fase de desenvolupament de les complexes càrregues útils científiques i van començar a integrar-les abans del lliurament del satèl·lit de 1.650 kg Astrosat. Una càrrega útil del RRI (Raman Research Institute) estava llavors en desenvolupant, tot esperant el lliurament. Els reptes en el disseny de les càrregues i el Sistema de Control d'Actitud van ser superats i en una posterior reunió del comitè, es va decidir que el lliurament de la càrrega útil al Centre de Satèl·lits de l'ISRO començaria a mitjan 2009 i continuaria fins a principis de 2010 per proporcionar el llançament de l'ASTROSAT en el 2010 utilitzant el PSLV de l'ISRO.
Dos dels instruments foren més difícils de completar del que s'esperava «El telescopi de raigs X suau del satèl·lit va resultar ser un repte enorme que va prendre 11 anys». Fins al juliol de 2012, el llançament va ser reprogramat per al 2013, i posteriorment pel 2015.

## Participants
El projecte Astrosat és un esforç col·laboratiu d'una sèrie d'institucions d'investigació. Els participants actuals són:
- Indian Space Research Organization
- Tata Institute of Fundamental Research, Mumbai
- Indian Institute of Astrophysics, Bangalore
- Raman Research Institute, Bangalore
- Inter-University Centre for Astronomy and Astrophysics, Pune
- Bhabha Atomic Research Centre, Mumbai
- S.N. Bose National Centre for Basic Sciences, Kolkata
- Agència Espacial Canadenca
- Universitat de Leicester[7]